# Stade Maurice-Trélut
Le stade Maurice-Trélut est un stade situé à Tarbes, quartier Ormeau-Figarol, dans les Hautes-Pyrénées.

## Présentation
Le Stade Maurice-Trélut est le stade attitré du Stado Tarbes Pyrénées rugby depuis 1969.
Ce club de rugby à XV évolue aujourd'hui en Nationale. Il accueillit les matchs du Stadoceste tarbais jusqu'à la fusion du club avec le CA Lannemezan en 2000.
Le stade accueille également les matches du Tarbes Pyrénées Football sur un terrain annexe.
Il peut accueillir 15 000 spectateurs pour le rugby et 3 000 pour le football.
Son nom a été donné en hommage à Maurice Trélut, ancien joueur du Stadoceste tarbais qui fut le premier président du comité Armagnac-Bigorre, en 1912. Maire "modéré" de Tarbes (1935-1944), il meurt en déportation au camp de Buchenwald en février 1945. Pour avoir mis en relation des juifs avec le directeur et les religieuses de l'hôpital de Tarbes, Israël lui a décerné le titre de juste parmi les nations, son nom est inscrit au mémorial de yad vashem.

## Manifestations accueillies

### Coupe latine de rugby
Le stade a accueilli la deuxième (et dernière) édition de la coupe latine de rugby, qui s'est déroulée du 18 au 26 octobre 1997. Elle est remportée par le XV de France pour la seconde fois.
| Date            | Match              | Score   |
| 26 octobre 1997 | France - Argentine | 32 - 27 |
| 26 octobre 1997 | Italie - Roumanie  | 55 - 32 |

### Finale féminine
Le stade Maurice-Trélut accueille la finale du Championnat de France féminin de rugby à XV le 19 mai 2019. Le Montpellier rugby club s'impose 22 à 13 face au Stade toulousain.

### Finale du challenge Yves du Manoir 1989
Le stade a également accueilli la finale du Challenge Yves du Manoir 1989 entre Narbonne et Biarritz.

## Galerie d'images

Sélection de vues du stade.
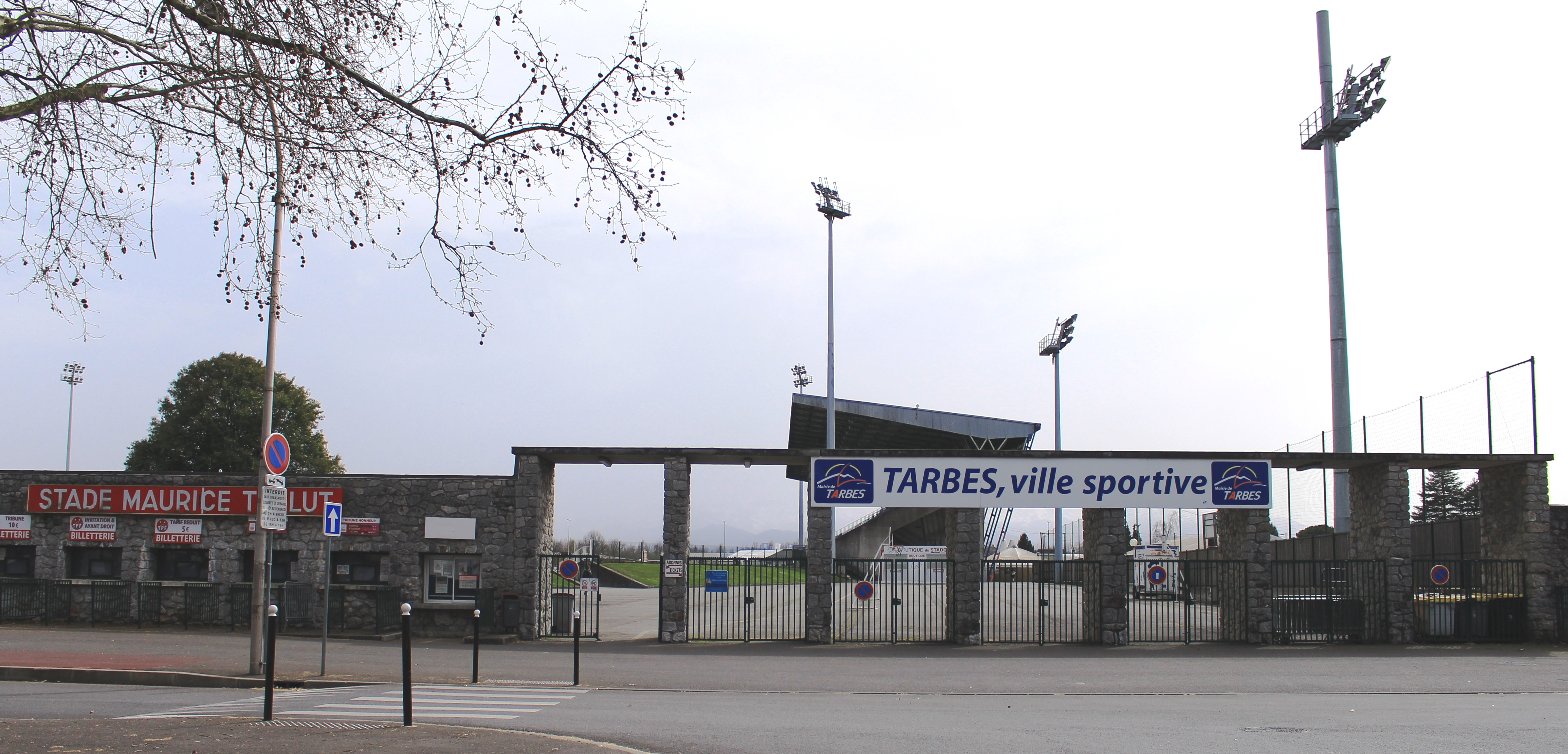
L'entrée nord.
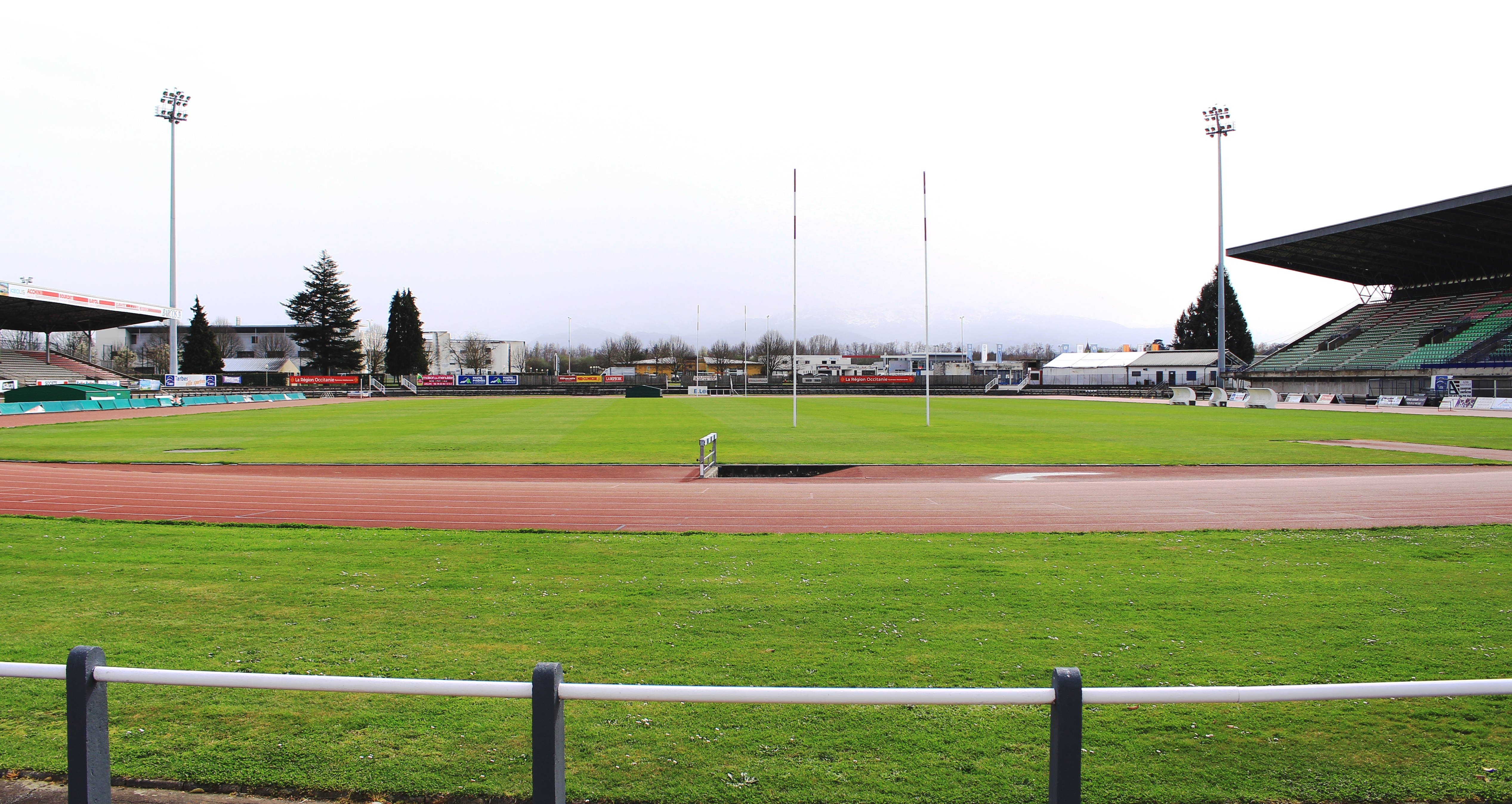
La pelouse.
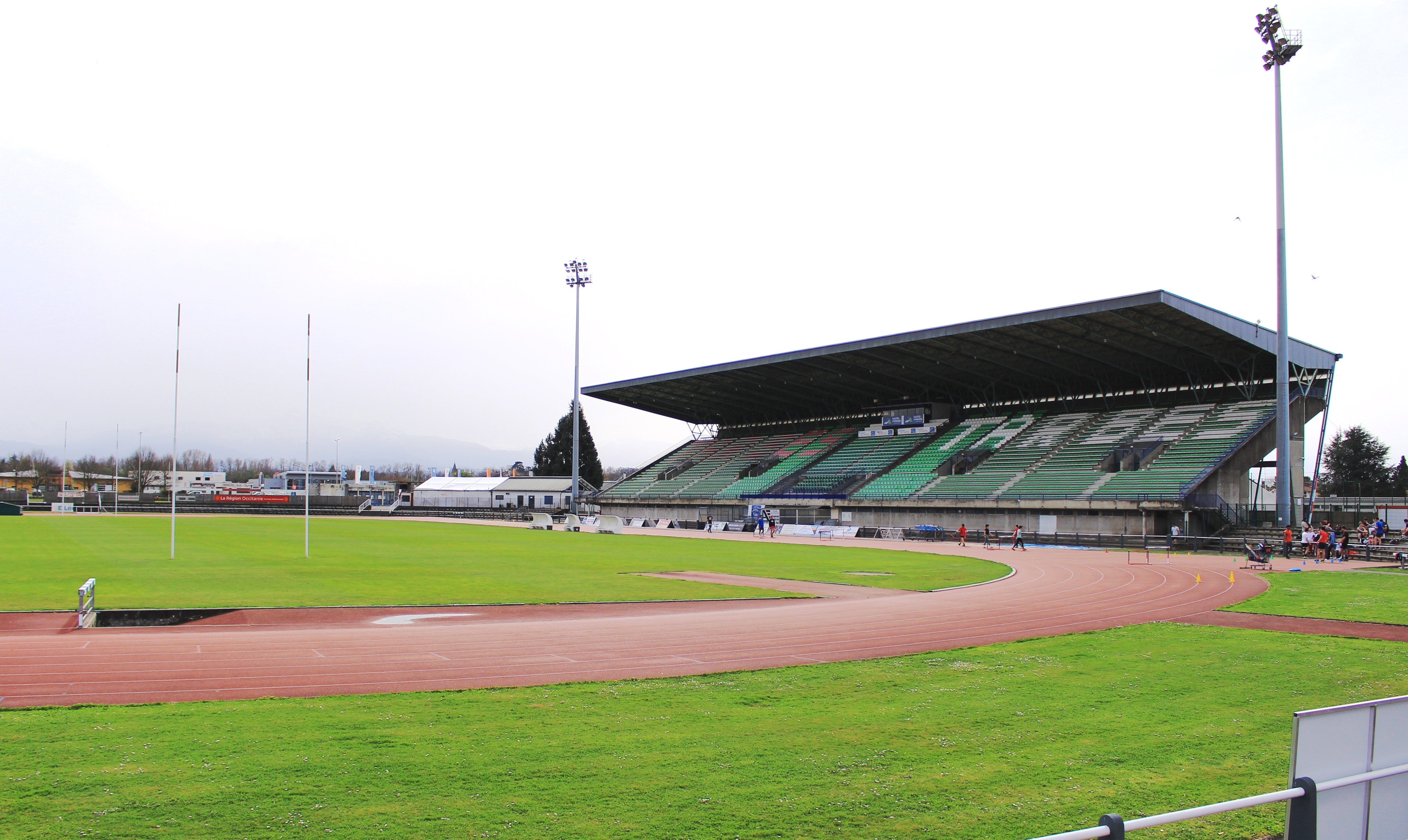
La piste.
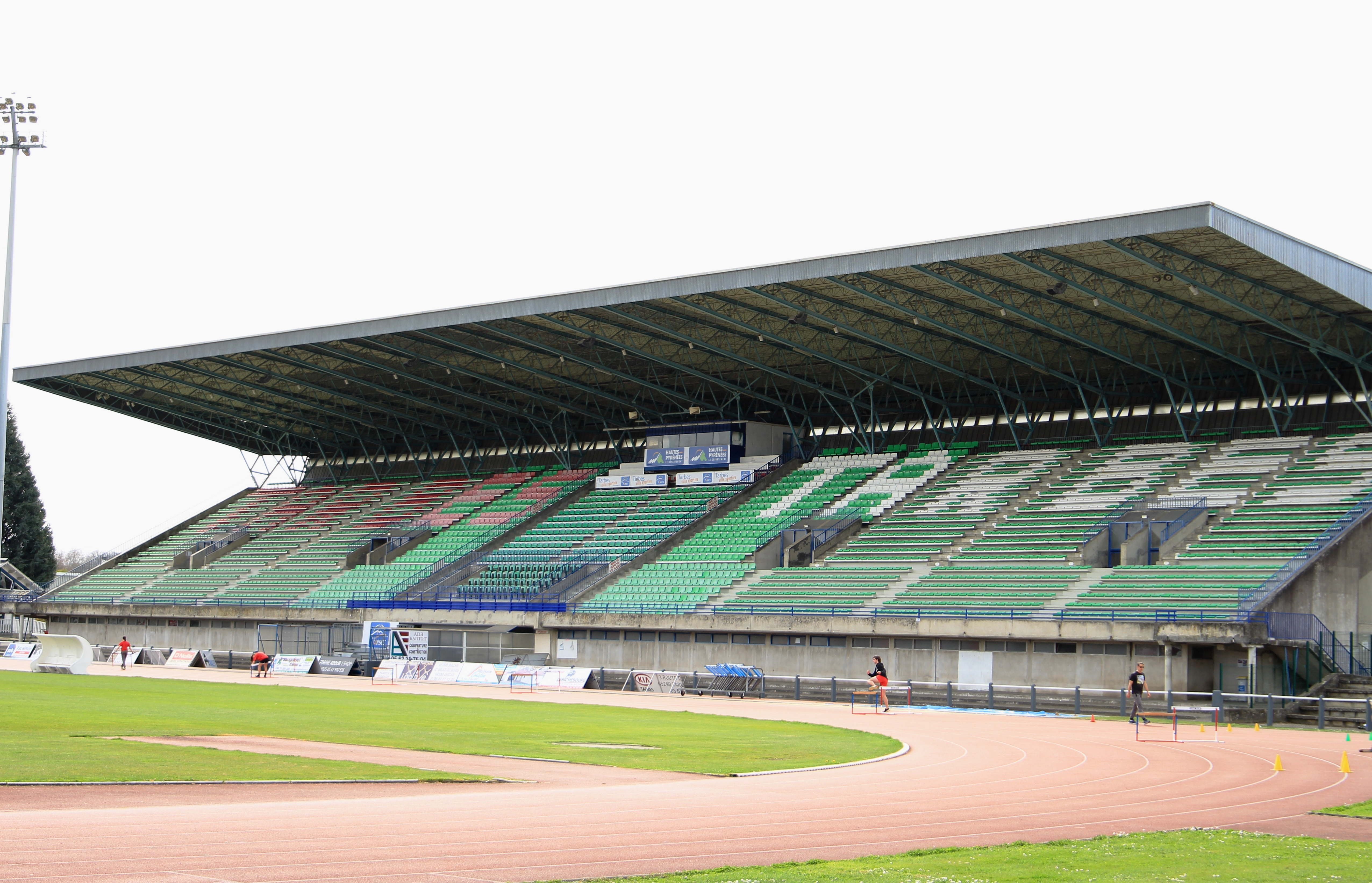
La tribune principale.
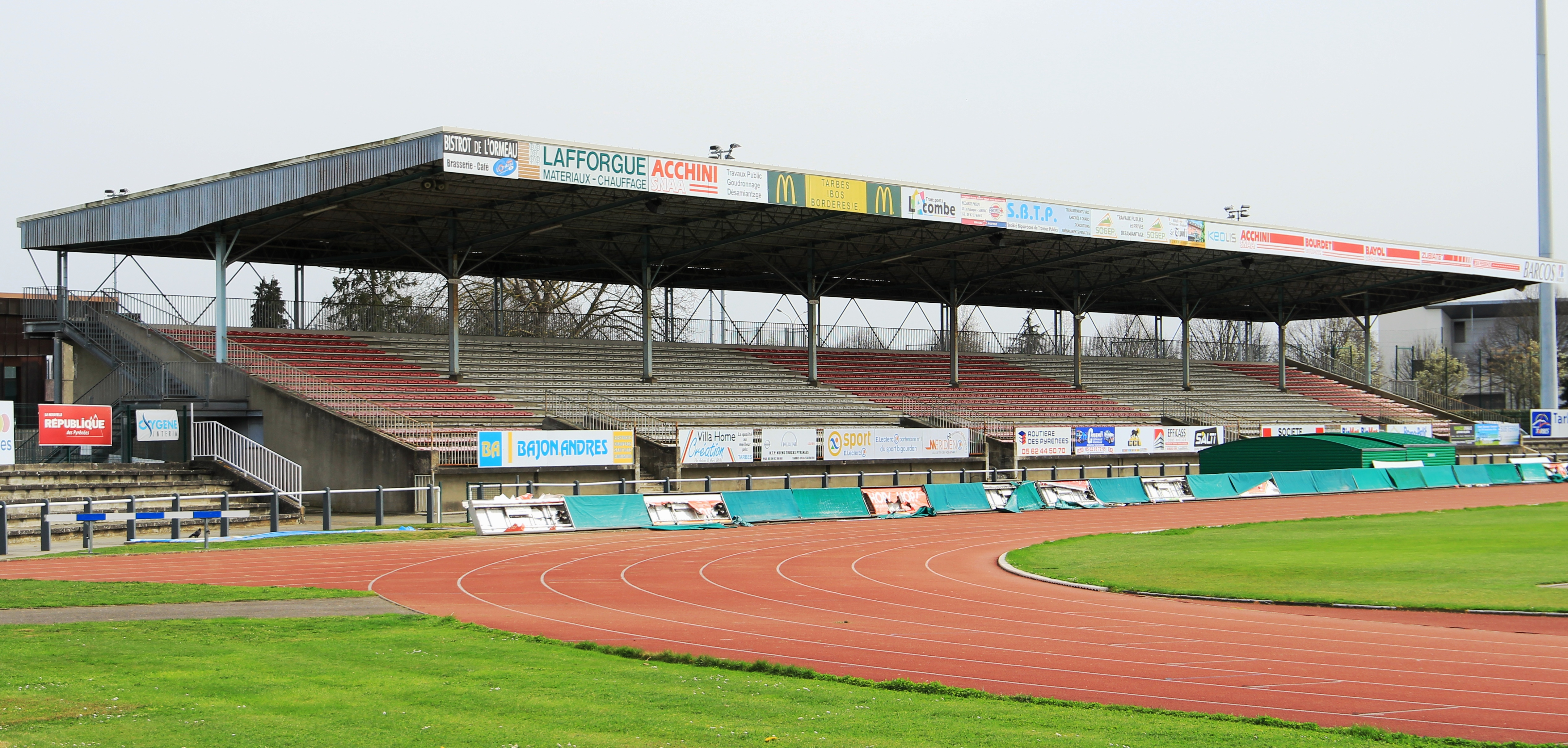
La tribune opposée.
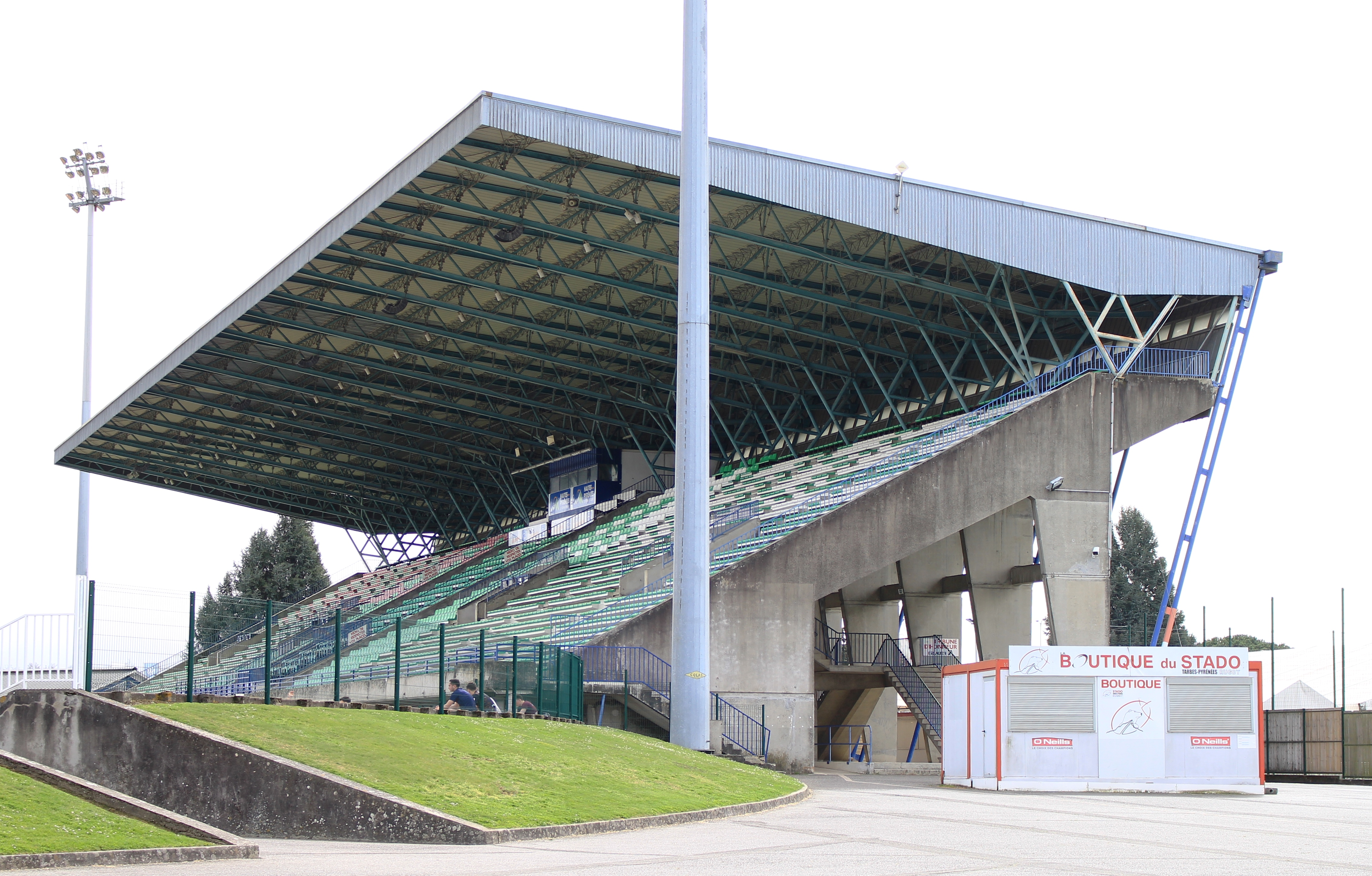
La tribune principale.